# K-Sos musik
Singles de Rohff
4 étoiles
(2012) Dounia
(2013)
K-Sos musik est une chanson du rappeur français Rohff sortie le 26 novembre 2012 sous le major Warner. Il s'agit du 1er single extrait de son 7e album studio, P.D.R.G. Le clip vidéo sort le 26 novembre 2012. Tourné à Cuba, il est produit par Gil Green, le réalisateur de clips vidéo ayant travaillé pour des clips de Rick Ross (Hustlin'), DJ Khaled (We Takin' Over), ou encore Lil Wayne (Lollipop) ainsi que d'autres artistes reconnus comme DMX, Cam'ron ou Akon. Le single entre à la 18e place du hit-parade français la semaine du 26 novembre 2012. Il totalise plus de 7 000 000 de vues sur YouTube et plus de 5 000 single ont été vendus.
Le sample utilisé provient de la série américaine de science-fiction de 1983, V.

## Classement hebdomadaire
| Classement (2012)                       | Meilleure position |
| --------------------------------------- | ------------------ |
| France (SNEP)                           | 18                 |
| Belgique (Wallonie Ultratop 50 Singles) | 21                 |